# Afrixalus lindholmi
Afrixalus lindholmi е вид земноводно от семейство Hyperoliidae.

## Разпространение
Видът е разпространен в Камерун.